# Udea vastalis
Udea vastalis is een vlinder uit de familie van de grasmotten (Crambidae), uit de onderfamilie van de Spilomelinae. De wetenschappelijke naam van deze soort is voor het eerst voorgesteld als Botys vastalis door Hugo Theodor Christoph in een publicatie uit 1887.
De soort komt voor in Georgië en Azerbeidzjan.